# 鈴木和男 (牧師)
鈴木 和男（すずき かずお、1932年9月6日-　）は、日本の牧師。

## 経歴
静岡県沼津市生まれ。静岡県立沼津東高等学校卒業。東京神学大学大学院修了。1968－70年、ドイツ・ヴッパータール神学大学において、ゲオルク・アイヒホルツ教授に学ぶ。日本基督教団田浦教会、長野県町教会、鎌倉教会、青森教会を経て、2002年より引退牧師。

## 著書
- 『徒労に賭ける 小さな説教集』教文館 現代キリスト教双書　1971
- 『津軽の野づらから』日本基督教団出版局 2001
- 『ひとつの契約の虹のもとに 説教集』燦葉出版社 2007

### 翻訳
- ジャン・エッフェル『アダムとエバ』教文館 1975
- ジャン・エッフェル『天地の創造』教文館 1975
- 『カール・バルト説教選集 13』雨宮栄一,大崎節郎,小川圭治監修 永井春子,佐藤司郎,佐々木勝彦,蓮見和男共訳 日本基督教団出版局 2000
- アンネゲルト・フクスフーベル『世界で一番美しい星 ミヒル少年のアドベント・絵本・カレンダー 新装改訂版』燦葉出版社 2001
- H.J.イーヴァント『約束の陽は昇る ゲッティンゲン説教黙想』日本基督教団出版局 2001
- H.J.イーヴァント『キリスト論序説 人間の人間性への転換』日本キリスト教団出版局 2008
- H.J.イーヴァント『キリスト論 人間の人間性への転換』1・2 日本キリスト教団出版局 2011
- 『あなたもお読みでしたか… 『日々の聖句』〈ローズンゲン〉による366日の聖務日課■神学歳時記』全4巻 編・訳 燦葉出版社 2013－14